# 北條高時
北條高時（日语：／ Hōjō Takatoki，1304年1月9日—1333年7月4日，嘉元元年12月2日－正慶2年/元弘3年5月22日），法号崇鉴，是日本鎌倉時代鎌倉幕府第十四代執權（1326年），出身於北條氏得宗家。第九代執權北條貞時的三子，母為安達泰宗之女覺海圓成。

## 成為執權前
延慶2年（1309年），7歲時元服。應長元年（1311年），父親貞時去世而成為得宗，北條高時當時只得9歲。貞時臨死前，因高時年幼而指定高時的舅父安達時顯及内管領長崎圓喜輔助高時。

## 執權時期
經過北條師時、北條宗宣、北條熙時及北條基時四代執權後，終於在正和5年（1316年），北條高時以14歲之齡成為鎌倉幕府第十四代執權。但是當時長崎圓喜之子、内管領長崎高資的權勢比高時還要強大。
北條高時在任期間叛亂不斷發生，先有奥州蝦夷的叛亂和安藤氏之亂，正中元年（1324年），京都的後醍醐天皇策動地方豪族起兵討幕，後因六波羅探題得知倒幕計畫，幕府立即派使者到京，逮捕日野朝資、俊基等主謀，並送至鎌倉，此事是為正中之變。
正中3年（1326年），北條高時因病而辭退執權之位並出家。為爭奪下一任得宗以及執權之位，内管領長崎高資支持的高時之子北條邦時與外戚安達氏所支持的高時之弟北條泰家形成對立。同年3月16日，長崎高資擁立北條貞顯為執權以平息此鬥爭，北條泰家因此出家；而因不時傳出暗殺貞顯的傳聞，同月26日，貞顯辭去執權之職出家，第十六代執權北條守時就任。此一連串騷動名為嘉曆騷動。

## 後期
元弘3年（1333年）後醍醐天皇的倒幕計划引發元弘之亂，新田義貞率軍攻击鎌倉與幕府軍對戰，幕府軍隊大敗，史稱東勝寺合戰。北條高時與其他北條氏一門在鎌倉東勝寺自殺，享年31歲。